# Hermann Scheer (Politiker, 1944)

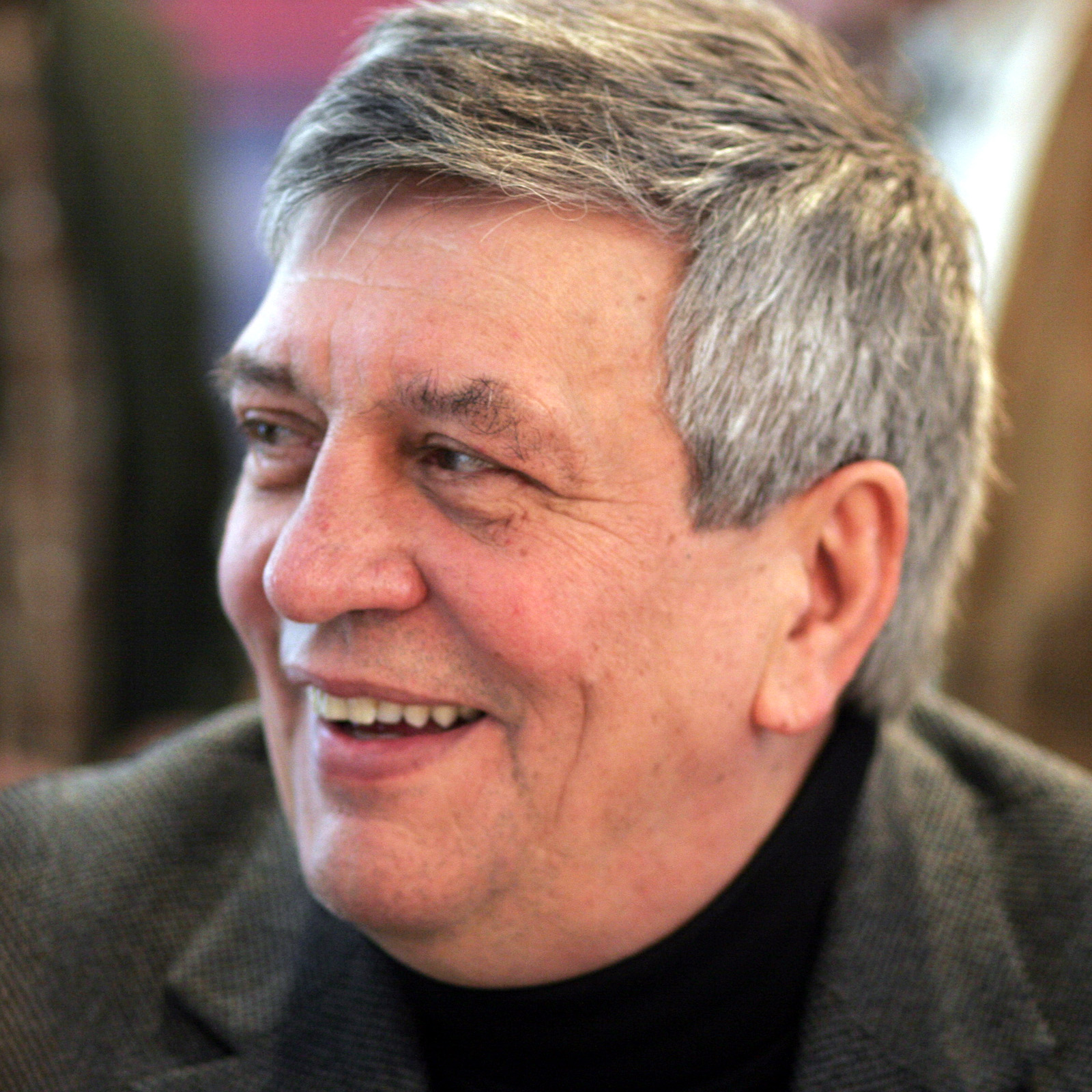
Hermann Scheer (2008)

Hermann Scheer (* 29. April 1944 in Wehrheim; † 14. Oktober 2010 in Berlin) war ein deutscher Politiker. Er war von 1980 bis zu seinem Tod Mitglied des Deutschen Bundestags und von 1993 bis 2009 Mitglied des Bundesvorstandes der SPD. 1999 wurde ihm der Right Livelihood Award für sein Engagement für die erneuerbaren Energien verliehen.

## Leben und Beruf
In seiner Jugend war Scheer ein exzellenter Schwimmer und Mitglied der deutschen Nationalmannschaft im Modernen Fünfkampf. Nach dem Abitur 1964 in Berlin-Spandau ging er als Soldat auf Zeit zur Bundeswehr, besuchte die Heeresoffizierschule I in Hannover und wurde 1966 zum Leutnant befördert. Von 1967 bis 1972 studierte Scheer Rechts-, Politik-, Sozial- und Wirtschaftswissenschaften an der Ruprecht-Karls-Universität Heidelberg und der Freien Universität Berlin und erhielt sein Diplom in Politikwissenschaft und Öffentlichem Recht. Anschließend war er von 1972 bis 1976 wissenschaftlicher Assistent am Institut für Politikwissenschaft der Universität Stuttgart und von 1976 bis 1980 wissenschaftlicher Mitarbeiter am Kernforschungszentrum Karlsruhe. Im Jahre 1979 wurde er zum Dr. rer. pol. an der FU Berlin mit der Arbeit Parteien kontra Bürger? Die Zukunft der Parteiendemokratie promoviert.
Scheer zählte zu den Mitbegründern und war Kurator des im Januar 2010 gegründeten Institutes Solidarische Moderne (ISM). Außerdem war er Mitglied im Stiftungsrat der Stiftung Energiewerk und Ratsmitglied beim World Future Council.
Seit 1970 war er mit Irm Pontenagel verheiratet, der langjährigen Geschäftsführerin von Eurosolar. Ihre Tochter Nina Scheer (* 1971) war von 2007 bis Oktober 2013 Geschäftsführerin von UnternehmensGrün e. V., zog nach der Bundestagswahl 2013 in den Bundestag ein und engagiert sich dort für Umweltpolitik und Energiepolitik.

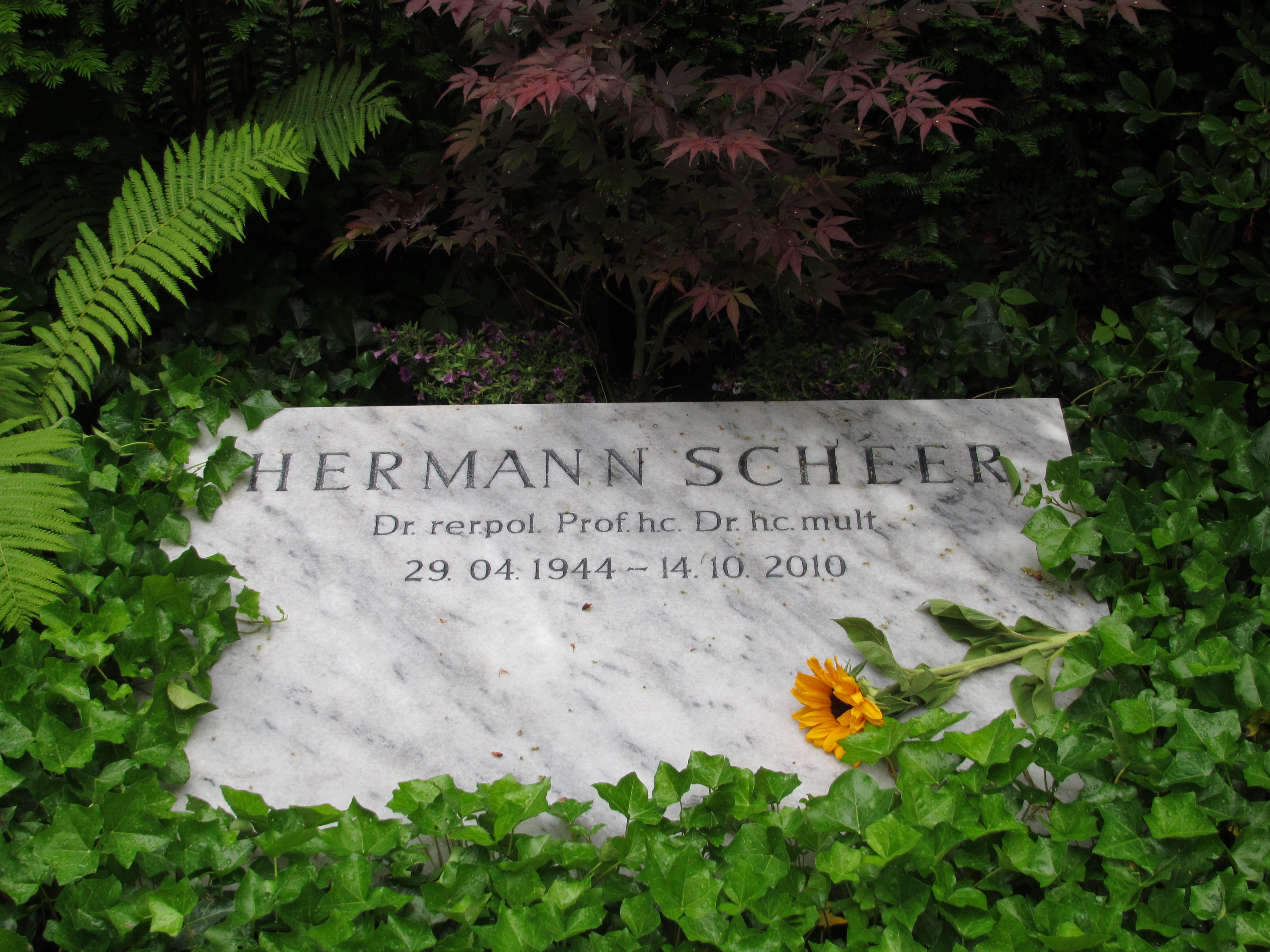
Grab von Hermann Scheer auf dem Friedhof Heerstraße in Berlin-Westend

Hermann Scheer ließ sich in der Nacht vom 13. auf den 14. Oktober 2010 wegen Herzbeschwerden in ein Berliner Krankenhaus einliefern und starb dort am 14. Oktober 2010 plötzlich und unerwartet. Er wurde auf dem landeseigenen Friedhof Heerstraße in Berlin-Westend (Grablage: 16-A-20/21) beigesetzt.

## Partei
Scheer wurde 1965 Mitglied in der Sozialdemokratischen Partei Deutschlands. Als Student war er an der Neugründung des Sozialdemokratischen Hochschulbunds in Heidelberg beteiligt. Bei den Jungsozialisten unterstützte Scheer 1969 auf dem Münchner Bundeskongress den neuen, von der Studentenbewegung geprägten, betont sozialistischen Kurs der SPD-Jugendorganisation. Als stellvertretender Juso-Bundesvorsitzender war Scheer seit 1974 Anhänger einer „reformistischen“ Linie, die sich dezidiert von dem „Stamokap“-Flügel und den „Antirevisionisten“ abgrenzte (siehe zur Flügelbedeutung den Hauptartikel: Geschichte der Jusos). Im Jahre 1973 wurde er Landesvorsitzender der baden-württembergischen Jusos und 1974 deren stellvertretender Bundesvorsitzender.
Von 1993 bis 2009 gehörte er dem SPD-Bundesvorstand an. Er beeinflusste die Umwelt- und Energiepolitik der SPD maßgeblich. Er kandidierte 2009 nicht mehr für den Bundesvorstand und begründete dies in einem Brief unter anderem damit, dass „es allzu üblich geworden“ sei, „politische Machtspiele auszutragen, Scheinlösungen zu produzieren und inhaltsfremde personelle Rücksichten zu nehmen“, und er darin nicht involviert sein wolle.
Im Zusammenhang der Landtagswahl in Hessen 2008 stand er im Schattenkabinett vom Andrea Ypsilanti als designierter Wirtschafts- und Umweltminister und trat im Wahlkampf für eine Erneuerung der Energie- und Wirtschaftspolitik auf Basis erneuerbarer Energien ein. Zuletzt war er für eine rot-grüne Minderheitsregierung als Wirtschaftsminister vorgesehen und sollte auch die landesplanerischen Kompetenzen für die Umsetzung der vorgesehenen Energiewende erhalten. Nachdem vier Abgeordnete der SPD-Landtagsfraktion erklärt hatten, nicht für Ypsilanti als Ministerpräsidentin in einer rot-grünen Minderheitsregierung zu stimmen, konnte Ypsilanti keine eine Landesregierung mehr bilden. Im neuen Schattenkabinett unter Thorsten Schäfer-Gümbel zur folgenden Neuwahl war Scheer nicht mehr vertreten.

## Abgeordneter
Scheer war seit 1980 Mitglied des Deutschen Bundestages. Er war dort von 1982 bis 1990 Sprecher der SPD-Bundestagsfraktion für Abrüstung und Rüstungskontrolle und danach von 1991 bis 1993 Vorsitzender des Unterausschusses Abrüstung und Rüstungskontrolle des Deutschen Bundestages.
Seit 1983 gehörte er der Parlamentarischen Versammlung des Europarates an. Dort war er von 1994 bis 1997 Vorsitzender des Landwirtschaftsausschusses. Im Deutschen Bundestag gehörte er zu den Initiatoren vieler Gesetze zur Förderung erneuerbarer Energien, u. a. des Stromeinspeisungsgesetzes für erneuerbare Energien (1991) und des Erneuerbare-Energien-Gesetzes (2000), der Änderung des Bundesbaugesetzes zur Privilegierung erneuerbarer Energien (1996), des 100.000-Dächer-Programms (1999), des Marktanreizprogramms Erneuerbare Energien (2000) und des Gesetzes zur Steuerbefreiung für Biokraftstoffe (2003).
Scheer wird neben Michaele Hustedt, Hans-Josef Fell (beide Bündnis 90/Die Grünen) und Dietmar Schütz (SPD) zu den Müttern und Vätern des Erneuerbare-Energien-Gesetzes gezählt, das z. B. eine kostendeckende Einspeisevergütung für erneuerbare Energien wie Solarstrom enthielt und für 47 Staaten der Welt zum Vorbild wurde.
Er war Vorsitzender des Internationalen Parlamentarier-Forums für Erneuerbare Energien. Als sein größter Durchsetzungserfolg gilt die Gründung der Internationalen Organisation für Erneuerbare Energien (International Renewable Energy Agency, IRENA), die er seit 1990 vorangetrieben hat. IRENA wurde am 26. Januar 2009 in Bonn gegründet.
Hermann Scheer war Direktkandidat der SPD im Wahlkreis Waiblingen, wurde aber stets über die SPD-Landesliste von Baden-Württemberg in den Bundestag gewählt. Nach seinem überraschenden Tod rückte Rita Schwarzelühr-Sutter über die Landesliste nach.

## Politische Positionen
Seit Ende der 1980er Jahre setzte sich Scheer auf nationaler und internationaler Ebene für die generelle Ablösung atomarer und fossiler Energien ein.
In den 1990er Jahren gehörte Scheer zu den Politikern, die vor der NATO-Osterweiterung warnten. In seinem 1996 veröffentlichten Aufsatz „NATO-Osterweiterung – eine historisch falsche Weichenstellung“ bezeichnete er deren Begründung als „fadenscheinig und widersprüchlich“ und ihre Folgen als „riskant und gefährlich“. Sie würde die NATO von einem Verteidigungsbündnis in ein „Hegemonialbündnis“ umwandeln, Russland in seiner schwachen Phase weiter demütigen und seine unter Gorbatschow und anfangs Jelzin sichtbare atomare Abrüstungsbereitschaft weiter erodieren. Innenpolitisch würde sie den Demokratisierungsprozess Russlands schwächen. Auch würde es die europäischen Länder weiterhin in „sicherheitspolitischer Unmündigkeit“ bzw. unter US-amerikanischer „Vormundschaft“ halten. Scheer plädierte für eine von den USA unabhängige europäische Sicherheitsarchitektur im Rahmen der OSZE und der WEU. 1999 distanzierte er sich vom NATO-Einsatz der Bundeswehr während des Kosovo-Konflikts, der von der Rot-Grünen Koalition gebilligt worden war.
Im Jahre 1988 gehörte er zu den Mitbegründern der gemeinnützigen Vereinigung für Erneuerbare Energien Eurosolar. Scheer war seitdem deren ehrenamtlicher Präsident, seine Ehefrau hauptamtliche Geschäftsführerin. Seit Juni 2001 war Scheer Mitgründer und ehrenamtlicher Präsident des neu gegründeten Weltrats für Erneuerbare Energien (World Council for Renewable Energy, WCRE).
Über die Leistungen Hermann Scheers bei der Bewusstmachung des Wertes der Erneuerbaren Energien sagte sein Förderer, der frühere Entwicklungshilfeminister und SPD-Politiker Erhard Eppler:

„Zu meiner jungen Garde gehörte damals [...] Hermann Scheer, und auch der wurde lange als Spinner lächerlich gemacht wie ich. Jeden, aber auch jeden Spott hat er ertragen, Lügen, öffentliche Angriffe aus allen Parteien und Gegenwind der Energiekonzerne – und hat schließlich dem Umweltministerium das Erneuerbare-Energien-Gesetz trotzdem kraft seiner Kompetenz und der seiner Berater praktisch in die Feder diktieren können. Das war mehr oder weniger die Leistung eines einzigen Politikers!“

Scheer kritisierte die Kapitalprivatisierung der Deutschen Bahn AG und engagierte sich in der Initiative Bürgerbahn statt Börsenbahn. Er warf der SPD-Führung 2007 vor, die Privatisierung ohne demokratische Diskussion voranzutreiben, gab dem Kompromissvorschlag einer Bahn-Teilprivatisierung während späterer Verhandlungen (2008) jedoch nach.
Im Dokumentarfilm Let’s Make Money (2008) zu verschiedenen Aspekten der Entwicklung des weltweiten Finanzsystems, waren Redebeiträge von Scheer zu sehen. So äußerte er u. a.: „Wenn wir so weiter machen, dann kommen neue Selektionsmechanismen zwischen Staaten, zwischen Rassen, zwischen Religionen, zwischen berechtigten Menschen und unberechtigten, zwischen wertvollen und nicht wertvollen Menschen, dann wird der monetäre Wert des Menschen irgendwann in den Vordergrund geschoben und dann beginnt ein neues Zeitalter der Barbarei. Das ist unausweichlich.“ Außerdem spielte er eine zentrale Rolle im Film Die 4. Revolution – Energy Autonomy (erschienen im März 2010, also wenige Monate vor Scheers Tod), wo er sich für den weltweiten Einsatz erneuerbarer Energien einsetzte.
Hermann Scheer war Kritiker des Wüstenstrom-Projektes DESERTEC, er sah in dem Projekt eine Verstärkung des Monopols der Energiekonzerne und die Transport- und Investitionskosten als zu hoch an. Im Rahmen der Diskussion und der Proteste um das Bauprojekt Stuttgart 21 sprach sich Scheer für mehr direkte Demokratie aus und sah „eine Entfremdung zwischen Bürgern und gewählten Repräsentanten“.
Hermann Scheer verwandte statt des Begriffs Erneuerbare Energie häufig den aus dem Dänischen stammenden Begriff bleibende Energie.

„Mein Ausgangspunkt sind nicht die Erneuerbaren Energien, sondern die Gesellschaft – aus der Erkenntnis, welche elementare Bedeutung der Energiewechsel für deren Zukunftsfähigkeit hat. Ich bin nicht von den erneuerbaren Energien zur Politik für diese gekommen, sondern aus meiner Problemsicht und von meinem Verständnis politischer Verantwortung zu den erneuerbaren Energien. Der Wechsel zu erneuerbaren Energien hat eine zivilisationsgeschichtliche Bedeutung. Deshalb müssen wir wissen, wie wir ihn beschleunigen können. Knapp sind nicht die erneuerbaren Energien, knapp ist die Zeit.“

## Auszeichnungen
- 1990 Verdienstkreuz am Bande der Bundesrepublik Deutschland
- 1997 Ehrendoktor der Technischen Universität Varna / Bulgarien
- 1998 Weltpreis für Solarenergie
- 1999 Right Livelihood Award[1] (sogenannter „Alternativer Nobelpreis“ – Liste der Träger)
- 2000 Weltpreis für Bio-Energie
- 2001 Wilhelm-Dröscher-Preis
- 2001 Buchpreis der Deutschen Umweltstiftung für das Buch „Klimawechsel“, geschrieben zusammen mit Carl Amery[19]
- 2002 Hero for the Green Century – Ehrung durch das amerikanische TIME-Magazine
- 2004 Weltpreis für Windenergie
- 2004 Goldmedaille des Bundesverbandes der Wasserkraftwerke
- 2004 Global Renewable Energy Leadership Award
- 2005 Solar World Einstein Award
- 2007 Ehrendoktor der Universität Lüneburg
- 2008 European Clean Tech Pioneer Award
- 2008 Ehrenprofessur der Tongji-Universität in Shanghai/VR China
- 2009 Karl Böer Verdienstmedaille für Solarenergie
- 2011 Ehrenpräsident Eurosolar, posthum[32]

Ehrungen
Hermann Scheer ist Namensgeber für Einrichtungen (Oberstufenzentrum, Zentrum für erneuerbare Energien) und Straßen:
- Zentrum für Erneuerbare Energien Hermann Scheer in Eberswalde[37]
- Hermann-Scheer-Schule in Berlin-Oberschöneweide (Oberstufenzentrum mit wirtschaftlicher Ausrichtung).[38]

## Hermann-Scheer-Stiftung
Wenige Wochen nach dem Tod von Hermann Scheer wurde die Hermann-Scheer-Stiftung (engl. Hermann-Scheer-Foundation) Ende 2010 in Berlin als gemeinnützige rechtsfähige Stiftung des bürgerlichen Rechts errichtet. Die Hermann-Scheer-Stiftung verfügt über einen Vorstand und einen Stiftungsrat. Zum Zeitpunkt der Errichtung der Stiftung verfügte die Stiftung über ein Stiftungsvermögen von 125.000 Euro.
Die Stiftung wurde errichtet, um das Lebenswerk von Hermann Scheer fortzuführen und um einen Beitrag zum Systemwechsel in das Zeitalter der Erneuerbaren Energien zu leisten. Die Hermann-Scheer-Stiftung veranstaltet unter anderem Symposien sowie Matineen, betreibt gemeinsam mit Eurosolar die Informationsplattform Energieallee A 7 und veröffentlicht Publikationen.

## Publikationen
- Parteien kontra Bürger? Die Zukunft der Parteiendemokratie. Piper, München u. a. 1979, ISBN 3-492-02449-1 (Zugleich: Berlin, Freie Universität, rer. pol. Dissertation, 1979).
- Die Befreiung von der Bombe. Weltfrieden, europäischer Weg und die Zukunft der Deutschen. Bund-Verlag, Köln 1986, ISBN 3-7663-0969-2.
- Die gespeicherte Sonne. Wasserstoff als Lösung des Energie- und Umweltproblems (= Serie Piper. Aktuell 828). Piper, München u. a. 1987, ISBN 3-492-10828-8.
- als Herausgeber: Das Solarzeitalter. Dreisam-Verlag u. a., Freiburg (Breisgau) u. a. 1989, ISBN 3-89125-278-1.
- Sonnen-Strategie. Politik ohne Alternative. Piper, München u. a. 1993, ISBN 3-492-03599-X.
- Zurück zur Politik. Die archimedische Wende gegen den Zerfall der Demokratien. Piper, München u. a. 1995, ISBN 3-492-03782-8.
- Solare Weltwirtschaft. Strategie für die ökologische Moderne. Kunstmann, München 1999, ISBN 3-88897-228-0.
- mit Carl Amery: Klimawechsel. Ein Gespräch mit Christiane Grefe. Kunstmann, München 2001, ISBN 3-88897-266-3.
- Die Politiker. Kunstmann, München 2003, ISBN 3-88897-343-0.
- Energieautonomie. Eine neue Politik für erneuerbare Energien. München 2005, ISBN 3-88897-390-2.
- Hermann Scheer: Der energethische Imperativ. 100 Prozent jetzt: wie der vollständige Wechsel zu erneuerbaren Energien zu realisieren ist. Kunstmann, München 2010, ISBN 978-3-88897-683-4.

- Herausgeber der Zeitschriften:
  - Zeitschrift für Neues Energierecht. (ZNER). ISSN 1434-3339.
  - Solarzeitalter (SZA). ISSN 0937-3802.
  - The Yearbook of Renewable Energies. ZDB-ID 1123764-8.

## Vorträge
- Hermann Scheer: Power to the people wenige Tage vor seinem Tod als Video[29]